# 1266

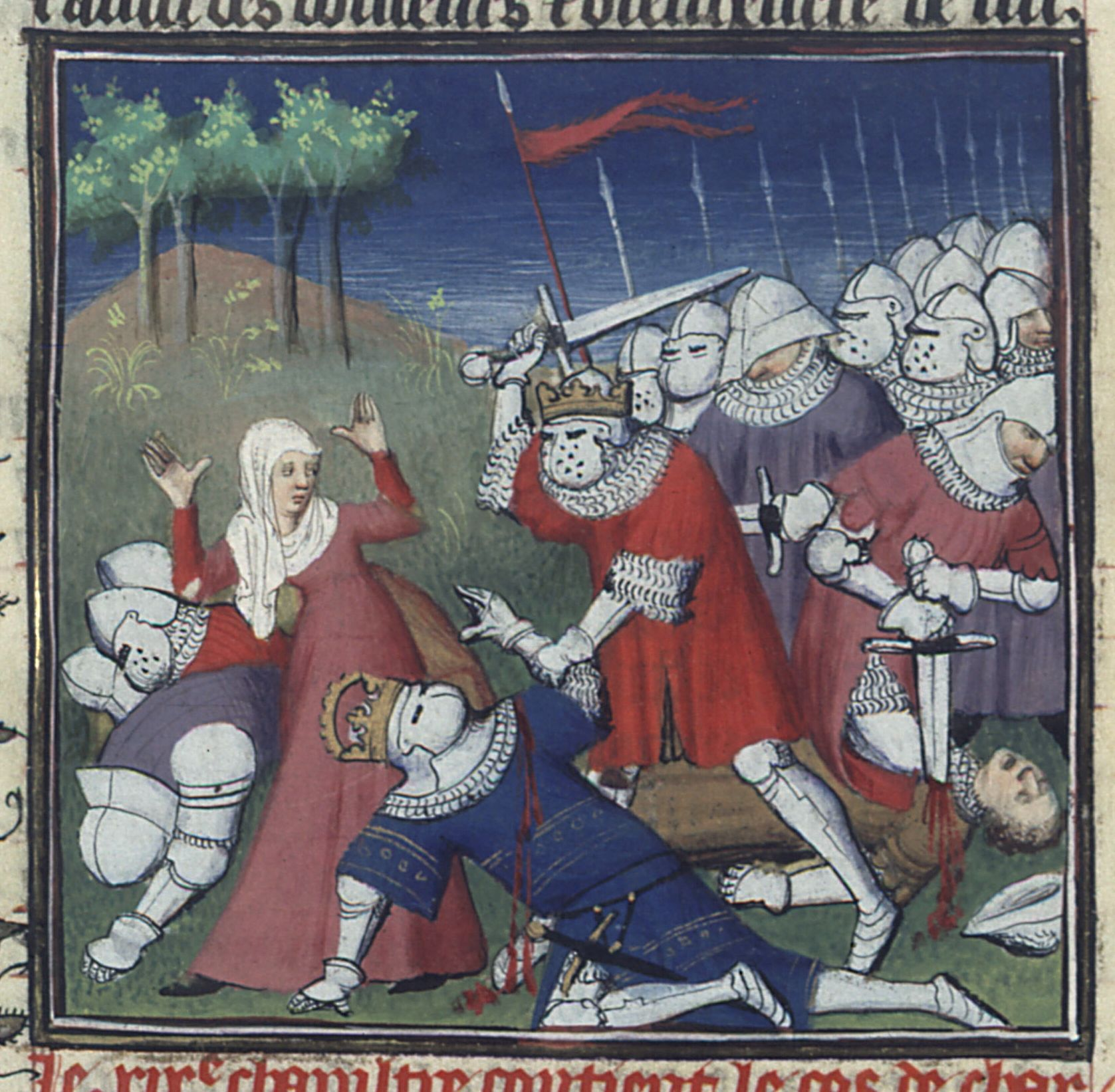
Slag bij Benevento

Het jaar 1266 is het 66e jaar in de 13e eeuw volgens de christelijke jaartelling.

## Gebeurtenissen
- 26 februari - Slag bij Benevento: Karel van Anjou, de zoon van Lodewijk VII van Frankrijk, verslaat Manfred van Sicilië, die sneuvelt.
  - Paus Clemens IV benoemt Karel tot koning van Sicilië, dat daarmee overgaat van het huis Hohenstaufen naar het huis Plantagenet.
  - Karel verplaatst de hoofdstad van Palermo naar Napels.
- Het Verdrag van Perth beëindigt de Schots-Noorse Oorlog. De Hebriden en Man komen aan Schotland tegen betaling van een bedrag ineens en een jaarlijks schatting. Shetland en Orkney komen aan Noorwegen.
- 24 augustus - Slag bij Mari: De Mamelukken verslaan Cilicisch Armenië
- De stadsrechten van Leiden worden bevestigd.
- Stichting van Lumiar, Portugal
- oudst bekende vermelding: Kalsdonk, Meerkerk, Sleeuwijk

## Kunst en literatuur
- gebouwd: Tianhoutempel van Joss House Bay

## Opvolging
- Anhalt-Aschersleben - Hendrik II opgevolgd door zijn zoons Otto I en Hendrik III onder regentschap van hun moeder Mathilde van Brunswijk-Lüneburg
- Anhalt-Bernburg - Bernhard I opgevolgd door zijn zoons Johan I en Bernhard II
- Brandenburg-Stendal - Johan I opgevolgd door zijn zoons Johan II, Otto IV, Koenraad I en Hendrik I
- kanaat van Chagatai - Alghu opgevolgd door Mubarak Shah, op zijn beurt opgevolgd door zijn neef Baraq
- sultanaat van Delhi - Nasiruddin Mahmud opgevolgd door Ghiyasuddin Balban
- Gouden Horde - Berke opgevolgd door zijn kleinzoon Mengu Timur
- Hohenlohe - Hohenlohe opgevolgd door Crato I (Hohenlohe-Weikersheim) en Albrecht I (Hohenlohe-Uffenheim)
- Pommerellen - Swantopolk II opgevolgd door zijn zoon Mestwin II in opvolging van Thomas de Beaumes
- Sicilië - Manfred opgevolgd door Karel van Anjou
- Silezië-Breslau - Hendrik III opgevolgd door zijn zoon Hendrik IV onder regentschap van diens oom Wladislaus
- Trebizonde - Andronikos II Megas Komnenos opgevolgd door zijn halfbroer Georgios Megas Komnenos

## Afbeeldingen

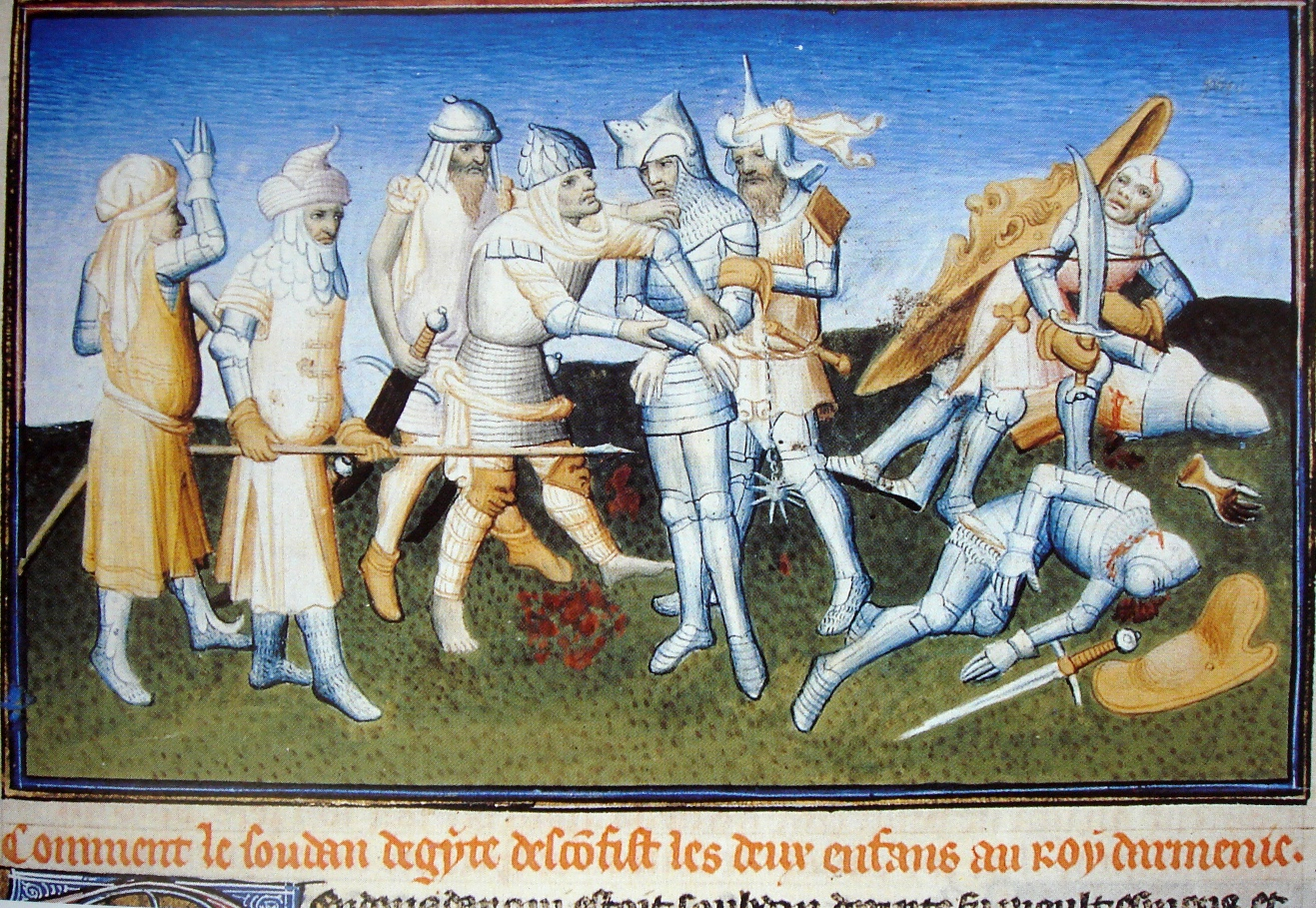
Slag bij Mari
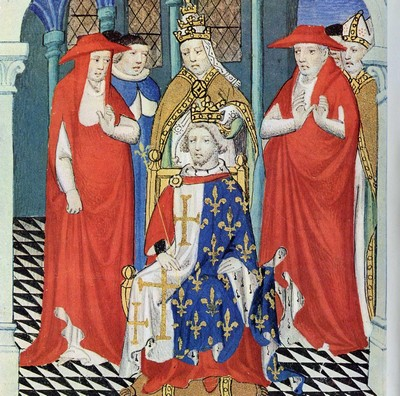
Karel van Anjou tot koning gekroond
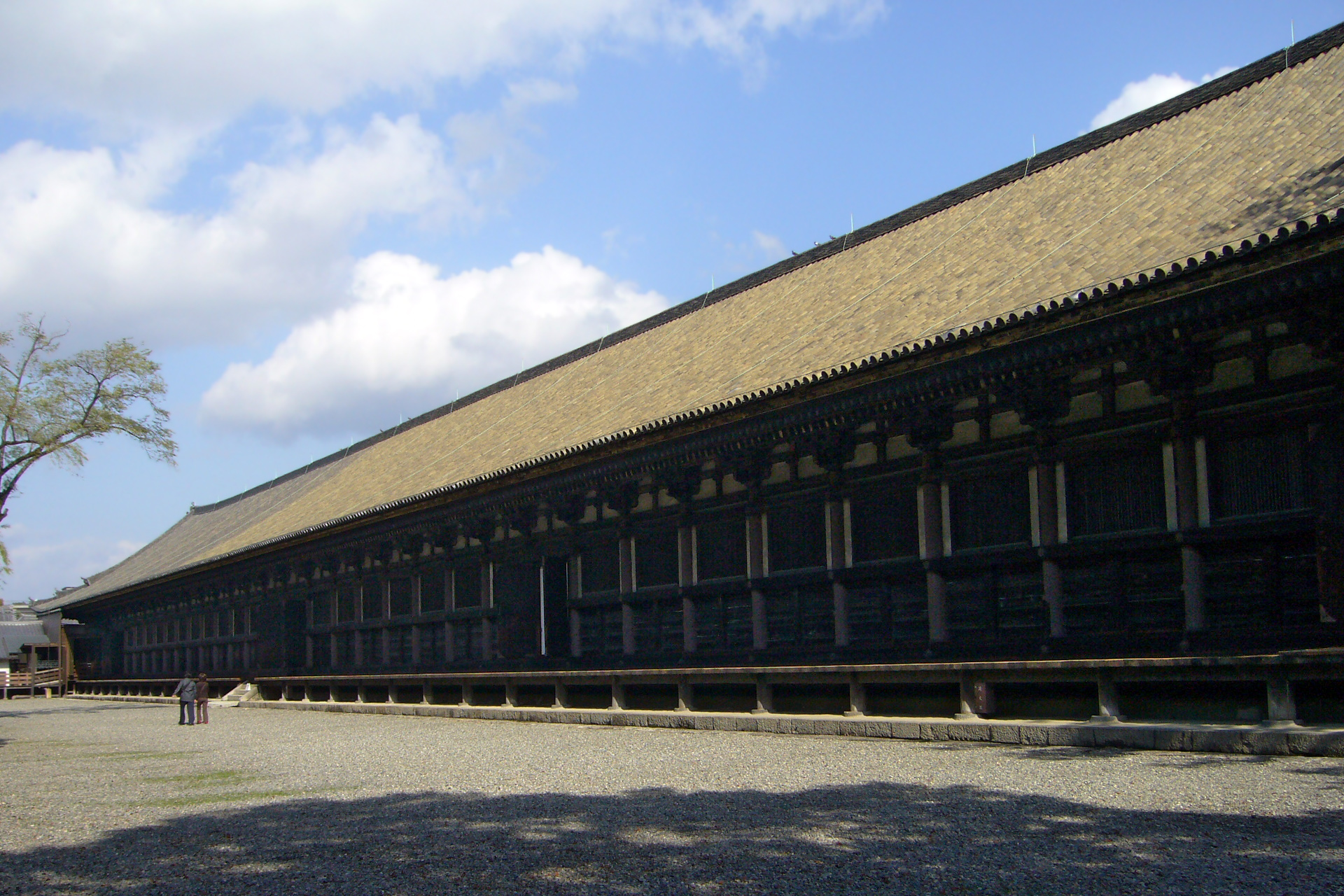
Sanjūsangen-dō, Kyoto, Japan
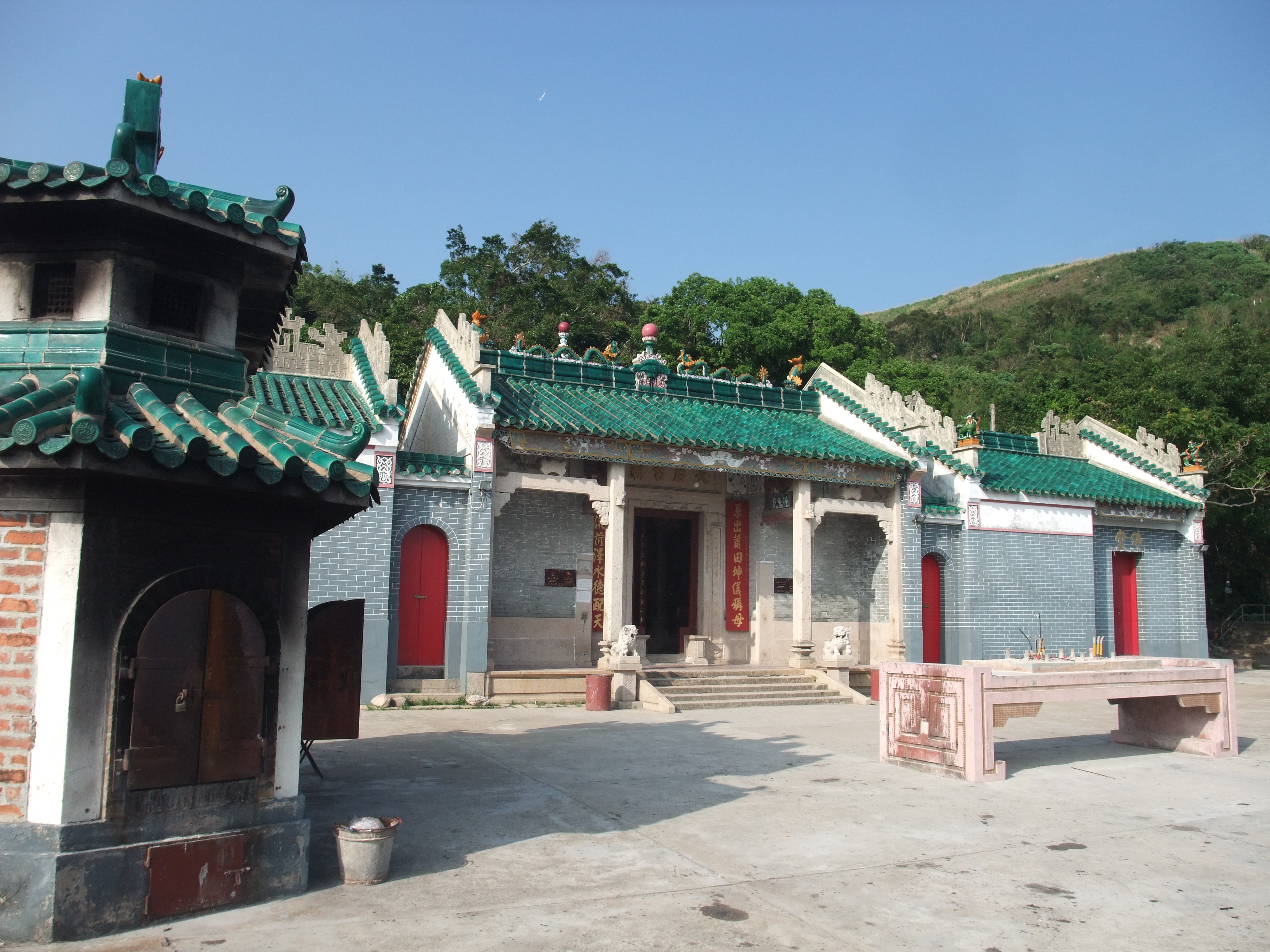
Tianhoutempel

## Geboren
- Beatrice Portinari, Florentijns koopmansdochter
- Hethum II, koning van Armenië (1289-1293, 1295-1296, 1299-1303)
- Johannes Duns Scotus, Schots theoloog en filosoof (jaartal bij benadering)

## Overleden
- 26 februari - Manfred (~33), koning van Sicilië (1258-1266)
- 4 april - Johan I (~52), markgraaf van Brandenburg(-Stendal)
- 27 mei - Elisabeth van Brunswijk, echtgenote van Willem II van Holland
- 12 juni - Hendrik II (~50), vorst van Anhalt
- 29 oktober - Margaretha van Oostenrijk (~62), echtgenote van koning Hendrik VII en van Ottokar II van Bohemen
- 3 december - Hendrik III, hertog van Silezië-Breslau
- Alghu, kan van het kanaat van Chagatai (1260-1266)
- Andronikos II Megas Komnenos, keizer van Trebizonde (1263-1266)
- Ariq Boke (~49), Mongools leider en troonpretendent
- Berke, kan van de Gouden Horde (1257-1266)
- Nasiruddin Mahmud, sultan van Delhi (1246-1266)
- Siban, Mongools leider
- Swantopolk II (~71), hertog van Pommerellen (1220-1266)
- Beatrix van Savoye, echtgenote van Raymond Berengar V van Provence (jaartal bij benadering)

- Alghu, Mongools khan van het khanaat van Chagatai